# St. Wendelin (Königshofen an der Kahl)

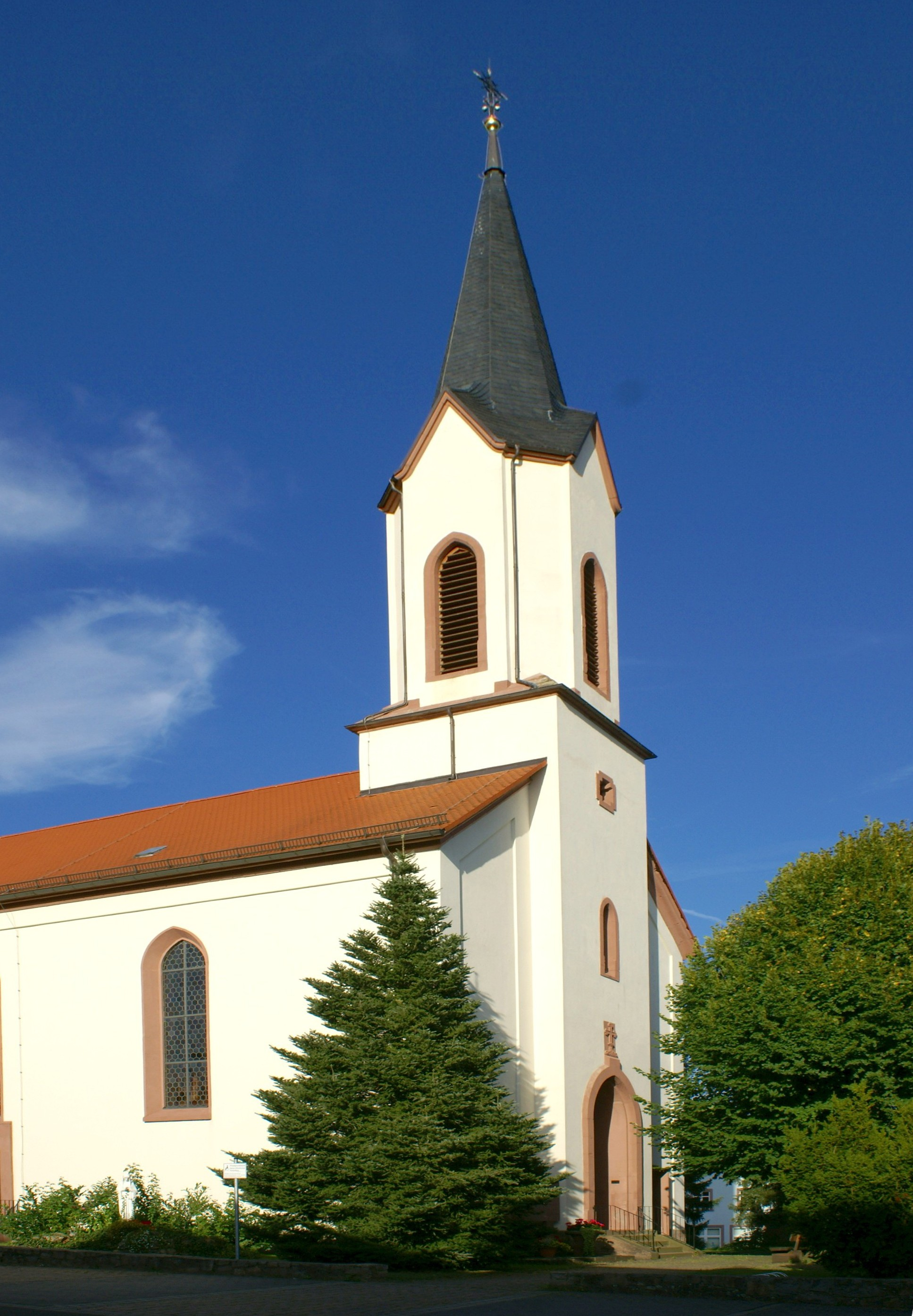
St. Wendelin in Königshofen an der Kahl

Die römisch-katholische, denkmalgeschützte Filialkirche St. Wendelin steht in Königshofen an der Kahl, einem Gemeindeteil des Marktes Mömbris im Landkreis Aschaffenburg (Unterfranken, Bayern). Das Bauwerk ist unter der Denkmalnummer D-6-71-143-45 als Baudenkmal in der Bayerischen Denkmalliste eingetragen. Die Kuratie gehört zur Pfarreiengemeinschaft Christkönig im Kahlgrund (Sommerkahl) im Dekanat Alzenau des Bistums Würzburg.

## Beschreibung
Die neugotische Saalkirche wurde 1872 erbaut. Sie besteht aus einem Langhaus mit drei Jochen, einem eingezogenen dreiseitig geschlossenen Chor im Norden und einem in das Langhaus eingezogenen Kirchturm im Süden, dessen oberstes achteckiges Geschoss den Glockenstuhl beherbergt, auf dem ein achtseitiger, schiefergedeckter Helm sitzt. Die Orgel wurde 1978 von Bernhard Schmidt im Prospekt von 1744, das aus der Jesuitenkirche (Aschaffenburg) stammt, gebaut.